# Jesus-Christus-Kirche (Falkenberg/Elster)

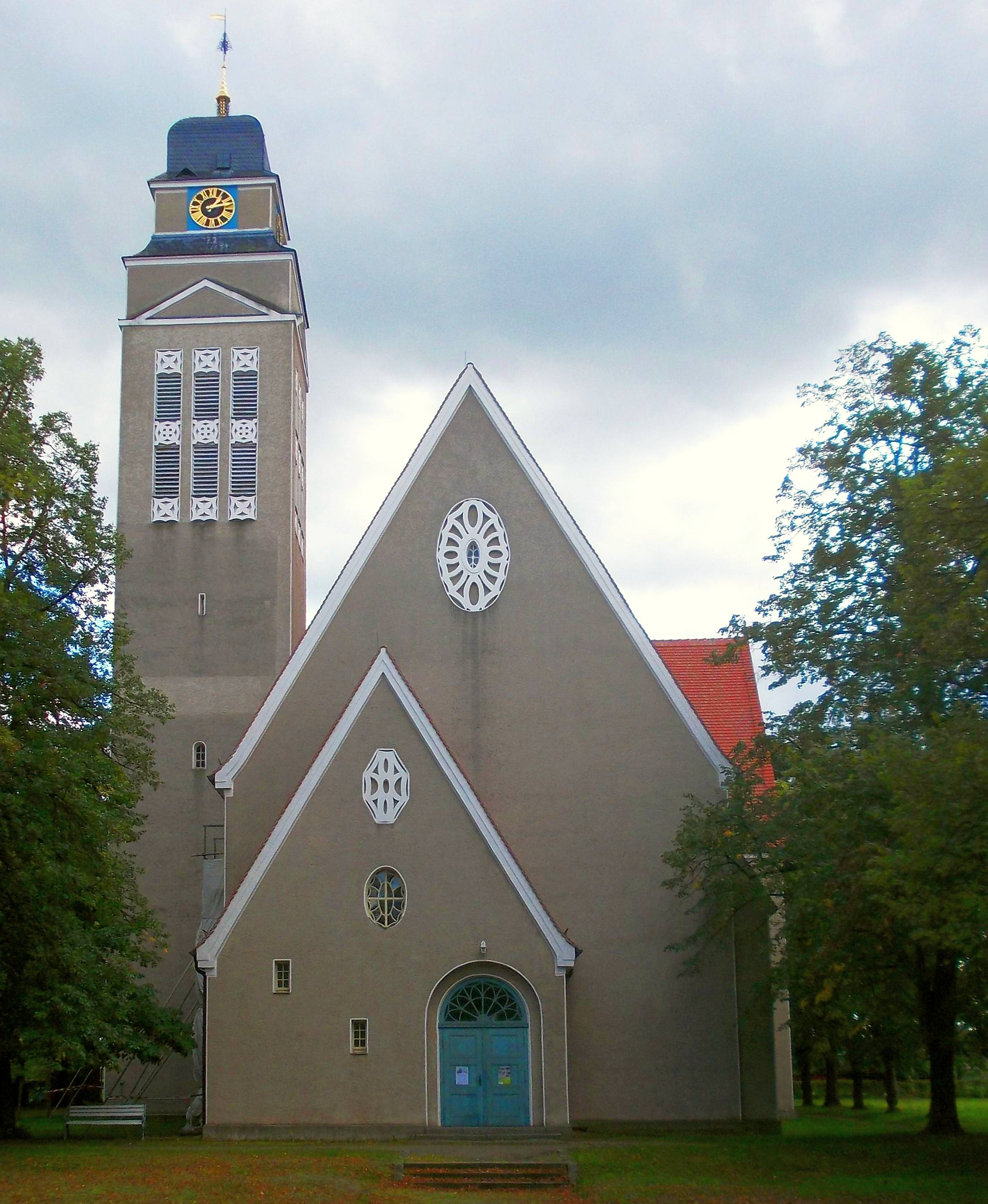
Jesus-Christus-Kirche

Die evangelisch-lutherische Jesus-Christus-Kirche ist ein denkmalgeschütztes Kirchengebäude in der Kleinstadt Falkenberg/Elster im südbrandenburgischen Landkreis Elbe-Elster. Hier ist sie am Schnittpunkt zwischen dem ursprünglichen Dorf Falkenberg und der ab der Mitte des 19. Jahrhunderts entstandenen Eisenbahnersiedlung in einer einst planmäßig angelegten Grünanlage zu finden. Die in den Jahren 1912 und 1913 nach Plänen des Mühlberger Architekten Alwin Muschter entstandene Kirche gilt als eines „der wichtigsten Zeugnisse des Jugendstils im Land Brandenburg“.

## Geschichte

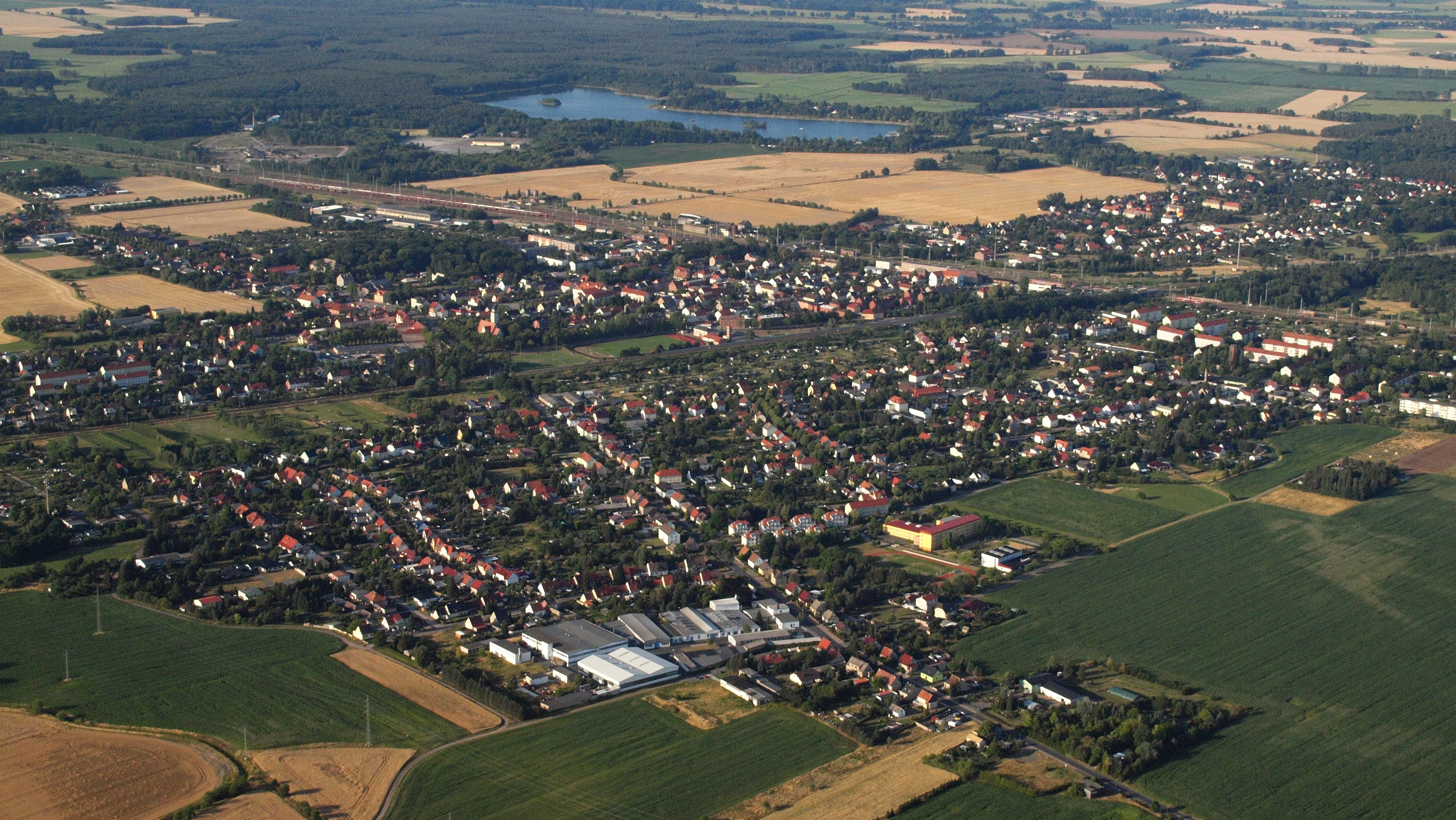
Falkenberg Elster, Luftaufnahme (2015)

Falkenbergs Dorfkirche um 1911

Falkenberg wurde im Jahre 1251 erstmals urkundlich als Valkenberch in einer Schenkungsurkunde an das Kloster Nimbschen bei Grimma durch den Markgrafen Heinrich von Meißen erwähnt. Der Ort war ursprünglich ein Dorf, das sich erst mit der fortschreitenden Industrialisierung und dem Bau der Eisenbahnstrecken im 19. Jahrhundert vergrößerte. In Falkenberg entstand einer der größten Eisenbahnknotenpunkte Deutschlands, was letztlich dazu führte, dass das einstige Straßendorf am 17. Oktober 1962 das Stadtrecht zugesprochen bekam.
Kirchlich war Falkenberg zunächst der Kirche in Altbelgern zugeordnet. Die Parochie der dortigen Kirche war zu jener Zeit vergleichsweise groß und das Kirchspiel umfasste einen großen Teil des westlichen Altkreises Bad Liebenwerda, zu dem bis 1952 auch Falkenberg gehörte. Altbelgern verlor aber bald an Bedeutung, sodass sich auf dem Gebiet der alten Parochie mehrere kleinere Kirchspiele entwickelten. Das Dorf Falkenberg kam schließlich zum Kirchspiel der Kirche im benachbarten Schmerkendorf. Der Ort wurde kirchlich als auch schulisch von dort aus betreut. Noch heute erinnern die alten Pfarrstiege zwischen beiden Orten an diese Zeit.
Sehr wahrscheinlich gab es in Falkenberg bereits im 16. Jahrhundert eine Kirche oder Kapelle, die möglicherweise zwischenzeitlich sogar selbst den Status einer Pfarrkirche innehatte. Ab dem Jahre 1710 entstand auf dem Gelände des Falkenberger Rittergutes in der damaligen Dorfmitte eine Fachwerkkirche nach den Plänen des Herzberger Zimmermanns Georg Richter. Von der Gestalt her ähnelte sie vielen weiteren Kirchen der Umgebung. Sie hatte die Ausmaße von 8,75 × 13,25 Metern. Einem rechteckigen Kirchenschiff mit dreiseitigem Ostschluss schloss sich im Westen ein eingezogener 24 Meter hoher Kirchturm mit oktogonalem Glockengeschoss, Laterne und Schweifhaube an. Im Norden befand sich eine Sakristei, im Süden der Anbau einer Patronatsloge. Eine über der Tür befindliche Inschrift enthielt die Jahreszahl 1713. Der Kirchturm entstand den Rechnungen nach um 1737 und in der ihn bekrönenden Wetterfahne fand sich die Zahl 1738. Zwischenzeitliche Reparaturen und Instandsetzungsarbeiten sind unter anderem aus den Jahren 1788 (Kirchturm) und 1793 (Orgel) bekannt. In den Jahren 1878 und 1879 erfolgten noch einmal umfangreiche Instandsetzungsarbeiten am Bauwerk.
Am Ende des 18. Jahrhunderts hatte sich Falkenberg schließlich von der Schmerkendorfer Kirche unter großen Schwierigkeiten lösen können und die Kirche besaß nun selbst den Status einer Pfarrkirche. Aber bald galt das Bauwerk als baufällig und letztlich auch zu klein für die stark angewachsene Gemeinde, sodass man einen Neubau ins Auge fasste, welcher dann in den Jahren 1912 und 1913 vonstattenging. Die alte Falkenberger Dorfkirche wurde im Jahre 1919 abgerissen.

## Die Jesus-Christus-Kirche
In Band 7.1 der Schriftenreihe Denkmaltopographie Bundesrepublik Deutschland wird die Jesus-Christus-Kirche, die ihren Namen erst im Jahre 1943 bekam, in der Gegenwart als eines „der wichtigsten Zeugnisse des Jugendstils im Land Brandenburg“ bezeichnet.

Tischlerei Petzold (1913)

Errichtet wurde diese Kirche nach einigen Jahren der Planung und Vorbereitung in den Jahren von 1912 bis 1913. Der Bau begann im Frühjahr 1912. In letzter Minute hatte man noch den Standort etwas nach Süden verlagert, um die Kirche in der Flucht der Walther-Rathenau-Straße, damals Wilhelmstraße, zu bauen und somit eine Sichtachse vom neu entstandenen Bahnhofsviertel aufzubauen. Die Grundsteinlegung erfolgte am 14. Mai desselben Jahres. Ab April 1913 begannen die Innenarbeiten und im folgenden Herbst galt der Bau als fertig gestellt.
Die Entwürfe für den Kirchenbau stammten vom Mühlberger Baumeister Diplom-Ingenieur Alwin Muschter. Den Bau selbst führte das Falkenberger Bauunternehmen Carl Erler aus, dessen Inhaber zu jener Zeit Wilhelm Ahrens war. Zuvor hatte diese Firma unter anderem schon die Dorfkirche in Rehfeld errichtet. Auch weitere Handwerks-Unternehmen aus Falkenberg, wie die Tischlerei Petzold, die die Tischler und Glaserarbeiten ausführte, aus Dresden und aus einigen weiteren Orten waren am Bau beteiligt.
Bei der Jesus-Christus-Kirche handelt es sich um einen Putzbau mit einem nach Süden ausgerichteten kreuzförmigen Grundriss. Die Baukörper des mit Sakristei, Vorhalle und weiteren kleinen Anbauten versehenen Bauwerks sind asymmetrisch angeordnet, wodurch sich vier unterschiedlich gestaltete Schauseiten ergeben. Der hohe, mit einem quadratischen Grundriss versehene Turm befindet sich seitlich des Langhauses. Projektiert war die Kirche ursprünglich, um 500 Personen Platz zu bieten, wobei allerdings bereits in der Planungsphase berücksichtigt wurde, dass mit dem Einbau der seitlichen Emporen die Kapazität auf 700 erweitert werden konnte.

Die Jesus-Christus-Kirche kurz vor ihrer Fertigstellung (1913).

Der monumentale Innenraum der Kirche ist wie das Gesamtbauwerk im Jugendstil gehalten. Geprägt ist er von einem mit Medaillons versehenen Tonnengewölbe. Auf der Ostseite befindet sich die reichgeschmückte Patronatsloge der Familie von Schaper.
Der Chor bildet eine geschwungene Wand mit Darstellungen des Apostels Paulus und der vier Evangelisten. Darüber befindet sich die Inschrift WIR PREDIGEN DEN GEKREUZIGTEN. Vor der Bildwand sind jeweils aus Sandstein bestehend der Altar, die Kanzel und der Taufstein zu finden. Die Orgelempore befindet sich hinter dem Altar. Weitere Emporen sind in den Kreuzarmen des Bauwerks zu finden. Auf der dem Chor gegenüberliegenden Seite ist der Haupteingang der Kirche zu finden. Die Wand darüber ist mit einem Sgraffito gestaltet, auf welchem eine Darstellung Golgotas zu sehen ist. Dieses Kunstwerk stammt von den Dresdner Künstlern Max Helas (1875–1949) und Georg Erler (1871–1950). Die Glasmalereien in der Kirche schuf der Glasmaler und Grafiker Josef Goller (1868–1947), der in jener Zeit an der Kunstgewerbeschule Dresden als Professor und Leiter der Klasse für Glasmalerei wirkte.
Ferner ist unter anderem in der Kirche ein Teil eines hölzernen Retabels aus der Zeit um 1470/1480 zu finden, das ursprünglich der im Jahre 1919 abgebrochenen Dorfkirche Falkenbergs entstammt. Im Turmuntergeschoss findet sich die Kuppa eines spätromanischen Taufsteins. Die im Jahre 1912 geschaffene Bronzeglocke entstand in der Glockengießerei Gebrüder Ulrich, Apolda.

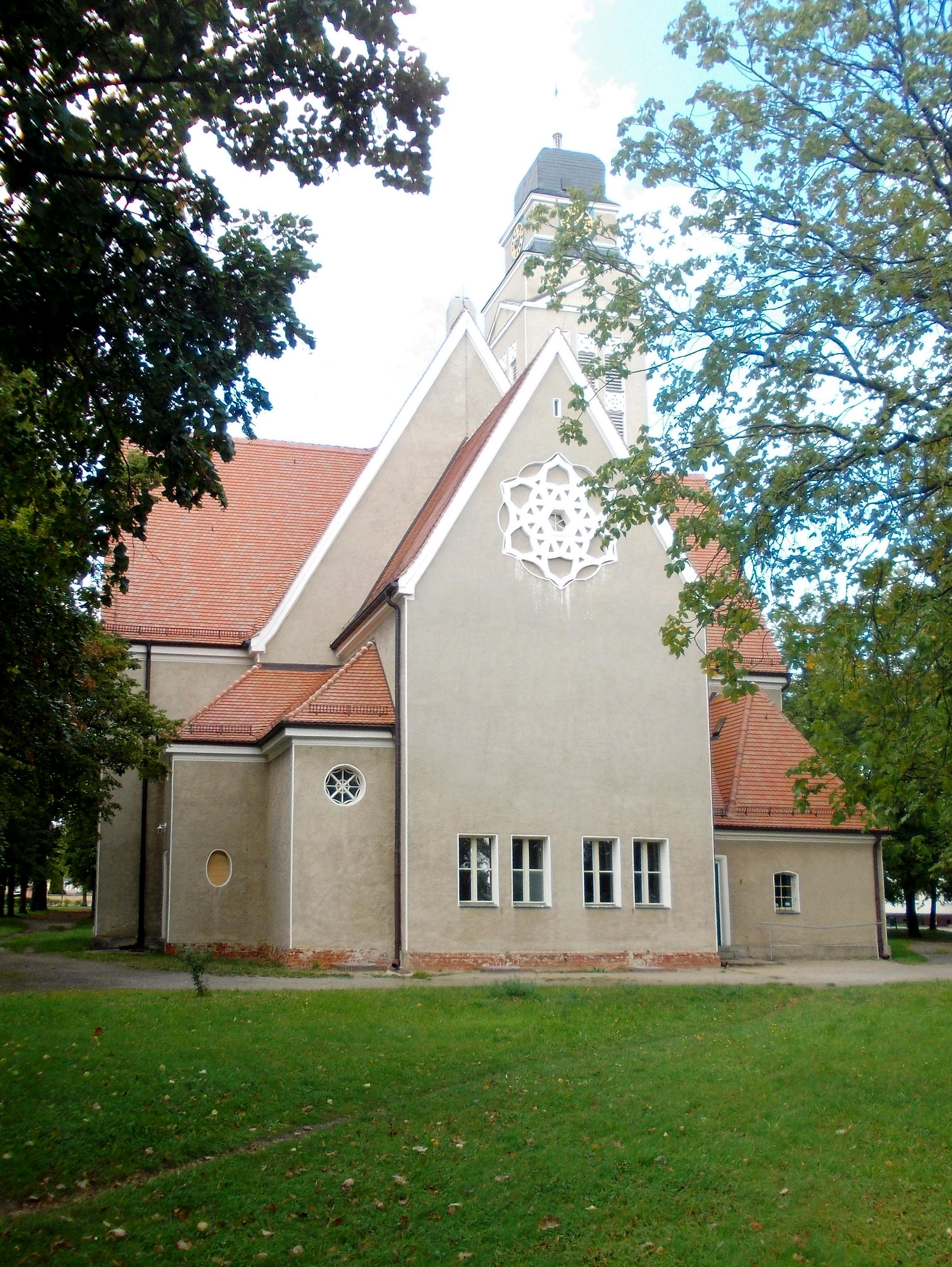
Südliche Ansicht
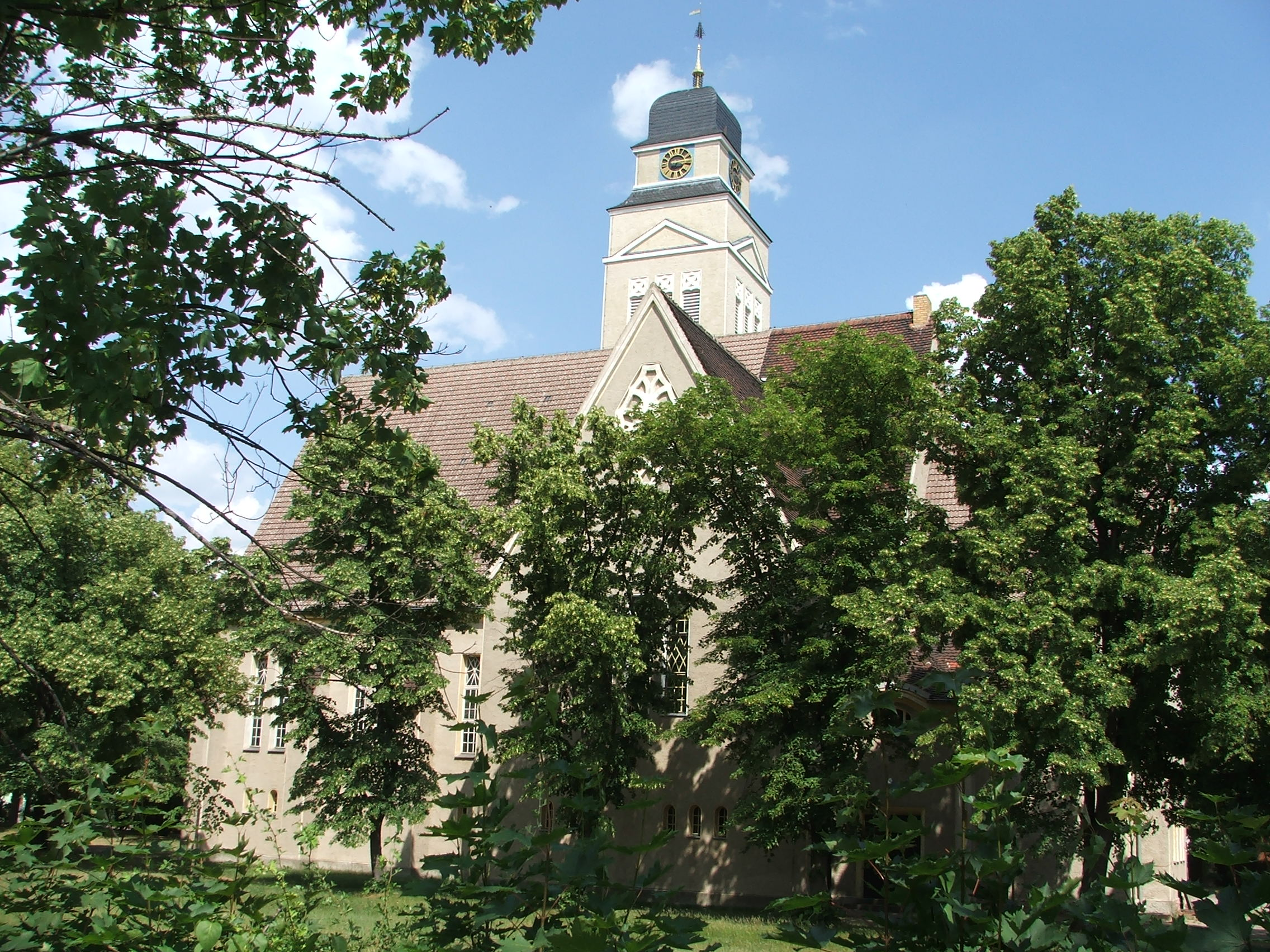
Westliche Ansicht
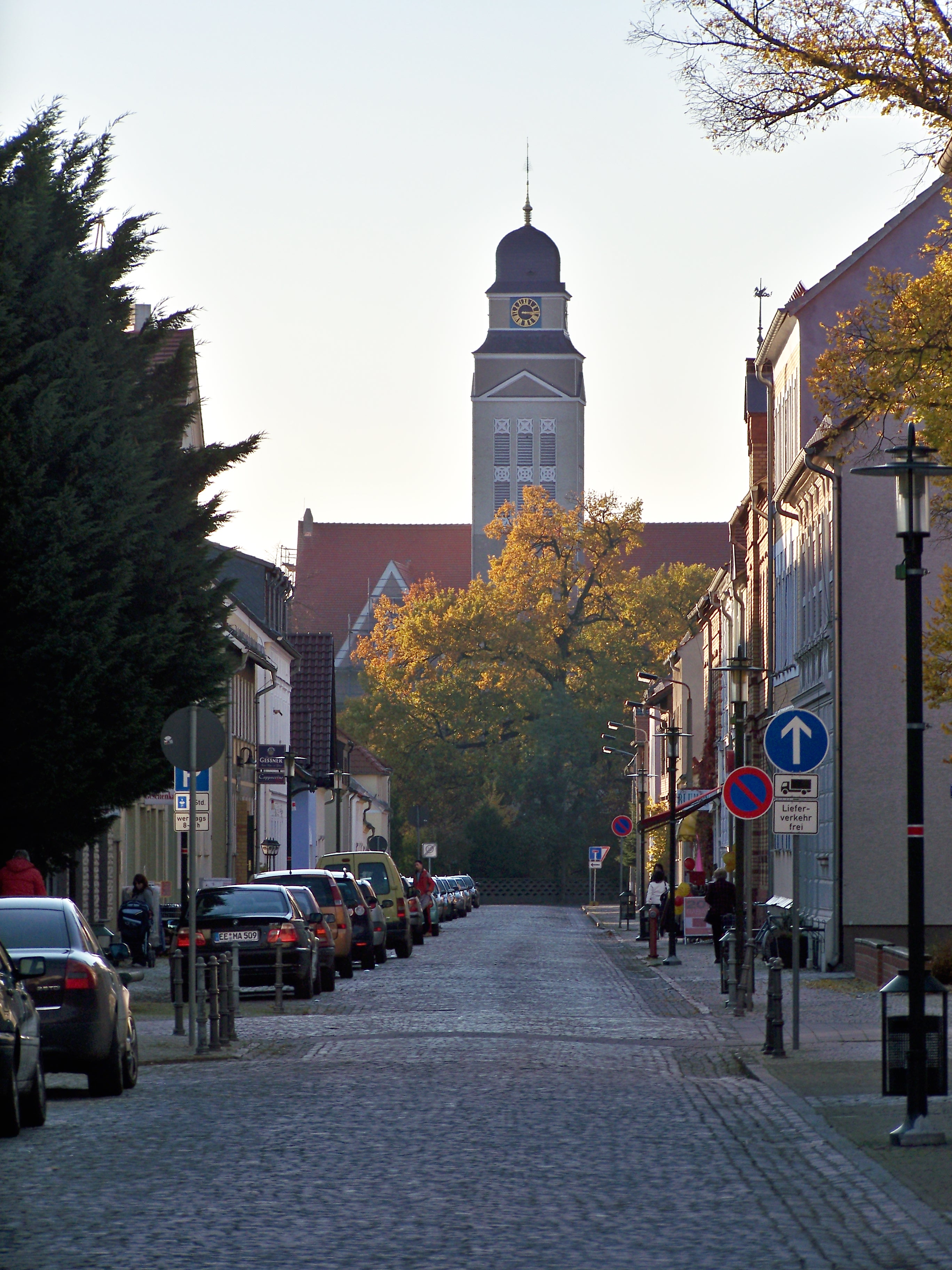
Östliche Ansicht von der Walther-Rathenau-Straße aus

## Orgel
In der Jesus-Christus-Kirche befindet sich eine Orgel, welche im Jahre 1913 mit ursprünglich 25 Registern vom Orgelbauer Arno Voigt (1876–1930) aus Liebenwerda geschaffen wurde. Sie ist auf der Empore hinter dem Altar zu finden. Das Instrument besitzt eine pneumatische Kegellade, einundzwanzig Register auf zwei Manualen und Pedal. 1967 wurde die Disposition durch den Olbersdorfer Orgelbaubetrieb A. Schuster & Sohn verändert.
Die Disposition:
| I Manual C–f3 |       |
| Bordun        | 16′   |
| Principal     | 8′    |
| Rohrflöte     | 8′    |
| Oktave        | 4′    |
| Spitzflöte    | 4′    |
| Rohrnasat     | 2 ⁄3′ |
| Oktave        | 2′    |
| Mixtur IV     | 1 ⁄3′ |

| II Manual C–f3 |      |
| Gedackt        | 8′   |
| Oktave         | 4′   |
| Nachthorn      | 4′   |
| Waldflöte      | 2′   |
| Sifflöte       | 1′   |
| Sesquialter II |      |
| Zimbel III     | 2⁄3′ |
| Oboe           | 8′   |

| Pedal C–d1     |       |
| Subbaß         | 16′   |
| Oktavbaß       | 8′    |
| Baßflöte       | 8′    |
| Choralbaß      | 4′    |
| Rauschpfeife V | 2 ⁄3′ |

- Koppeln: II/I, I/P, II/P
- Spielhilfen: Tutti, Handregister ab, Rohrwerke ab, 2 freie Kombinationen

## Pfarrbereich
Seit 1897 bildet Falkenberg eine eigenständige Kirchengemeinde im Kirchenkreis Bad Liebenwerda der Evangelischen Kirche in Mitteldeutschland. Zu Falkenberg gehören heute die Kirchen in Schmerkendorf, Großrössen und Kleinrössen.